# Lucy Boynton
Lucy Diana Miriam Boynton (New York, 17 gennaio 1994) è un'attrice britannica con cittadinanza statunitense.

## Biografia
Lucy è nata a New York ed è cresciuta a Londra. Ha frequentato la Blackheath High School, a seguito della James Allen's Girls' School. È la figlia di Graham Boynton, l'editore del gruppo viaggi del Telegraph Media Group, e di Adriaane Pielou, una scrittrice di viaggi. Lucy ha anche una sorella più grande, Emma Louise Boynton.
Il primo ruolo professionale di Boynton fu quello della giovane Beatrix Potter nel film Miss Potter del 2006, per il quale è stata nominata per il Young Artist Award del 2007 come miglior interpretazione in un lungometraggio ("giovane attrice non protagonista"). Ha continuato a recitare nel ruolo di Posy Fossil in Ballet Shoes a fianco di Emma Watson e Yasmin Paige.
In seguito ha interpretato il ruolo di Margaret Dashwood nella miniserie televisiva Ragione e sentimento. Nel 2010 ha avuto un ruolo in Mo a fianco di Julie Walters e David Haig. Nel 2016 interpreta la misteriosa modella Raphina nel film Sing Street e la contessa Helena Andrenyi in Assassinio sull'Orient Express, tratto dall'omonimo romanzo di Agatha Christie. Il 6 settembre 2017 è stato annunciato che Lucy avrebbe interpretato Mary Austin nel film biografico Bohemian Rhapsody uscito il 29 novembre 2018.

## Vita privata
Lucy Boynton è stata fidanzata con l'attore Rami Malek, conosciuto sul set di Bohemian Rhapsody, dal 2018 fino all'agosto 2023.

## Filmografia

### Attrice

#### Cinema
- Miss Potter, regia di Chris Noonan (2006)
- Copperhead, regia di Ronald F. Maxwell (2013)
- February - L'innocenza del male (The Blackcoat's Daughter), regia di Oz Perkins (2015)
- Sono la bella creatura che vive in questa casa (I Am the Pretty Thing That Lives in the House), regia di Oz Perkins (2016)
- Sing Street, regia di John Carney (2016)
- Lock In, regia di Neville Pierce (2016)
- Non bussate a quella porta (Don't Knock Twice) regia di Caradog W. James (2016)
- Rebel in the Rye, regia di Danny Strong (2017)
- Assassinio sull'Orient Express (Murder on the Orient Express), regia di Kenneth Branagh (2017)
- Let me go, regia di Polly Steele (2017)
- Bohemian Rhapsody, regia di Bryan Singer (2018)
- Apostolo (Apostle), regia di Gareth Evans (2018)
- Locked Down, regia di Doug Liman (2021)
- Chevalier, regia di Stephen Williams (2022)
- The Pale Blue Eye - I delitti di West Point (The Pale Blue Eye), regia di Scott Cooper (2022)

#### Televisione
- Ballet Shoes, regia di Sandra Goldbacher – film TV (2007)
- Ragione e sentimento (Sense and Sensibility) – miniserie TV, 3 puntate (2008)
- Mo, regia di Philip Martin – film TV (2010)
- Lewis – serie TV, episodio 5x04 (2011)
- Il giovane ispettore Morse (Endeavour) - serie TV, episodio 2x02 (2014)
- Law & Order: UK – serie TV, episodio 8x06 (2014)
- I Borgia (Borgia) – serie TV, episodi 1x11-3x03 (2011-2014)
- Life in Squares – miniserie TV, 2 puntate (2015)
- Gypsy – serie TV, 10 episodi (2017)
- The Politician – serie TV (2019)
- Modern Love – serie TV, episodio 2x03 (2021)
- Harry Palmer - Il caso Ipcress (The Ipcress File) – miniserie TV, 6 puntate (2022)
- Agatha Christie - Perché non l'hanno chiesto a Evans? (Why Didn't They Ask Evans?) – miniserie TV, 3 puntate (2022)

## Doppiatrici italiane
Nelle versioni in italiano delle opere in cui ha recitato, Lucy Boynton è stata doppiata da:
- Lucrezia Marricchi in Sing Street, Bohemian Rhapsody, Locked Down, Modern Love, Agatha Christie - Perché non l'hanno chiesto a Evans?, The Pale Blue Eye - I delitti di West Point, Chevalier
- Eva Padoan in Ballet Shoes, Gypsy, February - L'innocenza del male
- Rossa Caputo in Assassinio sull'Orient Express, Harry Palmer - Il caso Ipcress
- Giulia Franceschetti in Miss Potter
- Erica Necci in Apostolo
- Veronica Puccio in Rebel in the Rye
- Chiara Oliviero in The Politician